# Digby Island
Digby Island är en ö i Kanada.   Den ligger i North Coast Regional District och provinsen British Columbia, i den sydvästra delen av landet, 3 900 km väster om huvudstaden Ottawa. Arean är 35 kvadratkilometer.
Terrängen på Digby Island är platt. Öns högsta punkt är 81 meter över havet. Den sträcker sig 10,6 kilometer i nord-sydlig riktning, och 7,2 kilometer i öst-västlig riktning.
I omgivningarna runt Digby Island växer i huvudsak barrskog.